# Казакаленда
Казакаленда (італ. Casacalenda) — муніципалітет в Італії, у регіоні Молізе,  провінція Кампобассо.
Казакаленда розташована на відстані близько 200 км на схід від Рима, 24 км на північний схід від Кампобассо.
Населення — 2127 осіб (2014).
Покровитель — San Onofrio.

## Демографія
Населення за роками:

Станом на 1 січня 2023 року в муніципалітеті офіційно проживали 102 іноземці з 23 країн, серед них 23 громадяни країн Євросоюзу та 1 громадянин України.

## Сусідні муніципалітети
- Бонефро
- Гуардьяльфьєра
- Ларино
- Лупара
- Монторіо-ней-Френтані
- Морроне-дель-Санніо
- Проввіденті
- Ріпаботтоні